# Neukirch (bei Königsbrück)
Neukirch és un municipi alemany que pertany a l'estat de Saxònia. És travessat pel riu Otterbach. Limita amb els municipis de Königsbrück, Schönteichen i Schwepnitz, a uns 10 km a l'est de la ciutat de Kamenz.

## Llogarets
- Gottschdorf, 255 h.
- Koitzsch, 284 h.
- Neukirch, 468 h.
- Schmorkau (Šmorkow ), 489 h.
- Weißbach, 286 h.